# Nedvědice
Nedvědice település Csehországban, a Brno-vidéki járásban. Nedvědice Skorotice, Sejřek, Ujčov, Černvír, Býšovec és Věžná településekkel határos. Lakosainak száma 1293 fő (2024. január 1.).

## Népesség
A település lakosságának változását az alábbi diagram mutatja:
| Lakosok száma | 1062 | 974  | 1370 | 1313 | 1551 | 1329 | 1341 | 1350 | 1289 | 1293 |
|               | 1869 | 1890 | 1921 | 1950 | 1980 | 2001 | 2017 | 2019 | 2022 | 2024 |